# هضبة أوستيورت
هضبة أوستيورت (بالإنجليزية:The Ustyurt Plateau) هي هضبة آسيا الوسطى، تقع في أوزبكستان وكازاخستان، بين بحر آرال وبحر قزوين ، تمتد هضبة أوستيورت زهاء 200,000 كيلومتر مربع، يبلغ معدل ارتفاعها 150 مترا، وتتكون الهضبة أساسا من صحراء حجرية، سكان الهضبة هم البدو الرحل الذين يعتمدون على رعي الأغنام والماعز والجمال. [بحاجة لمصدر]